# Smen

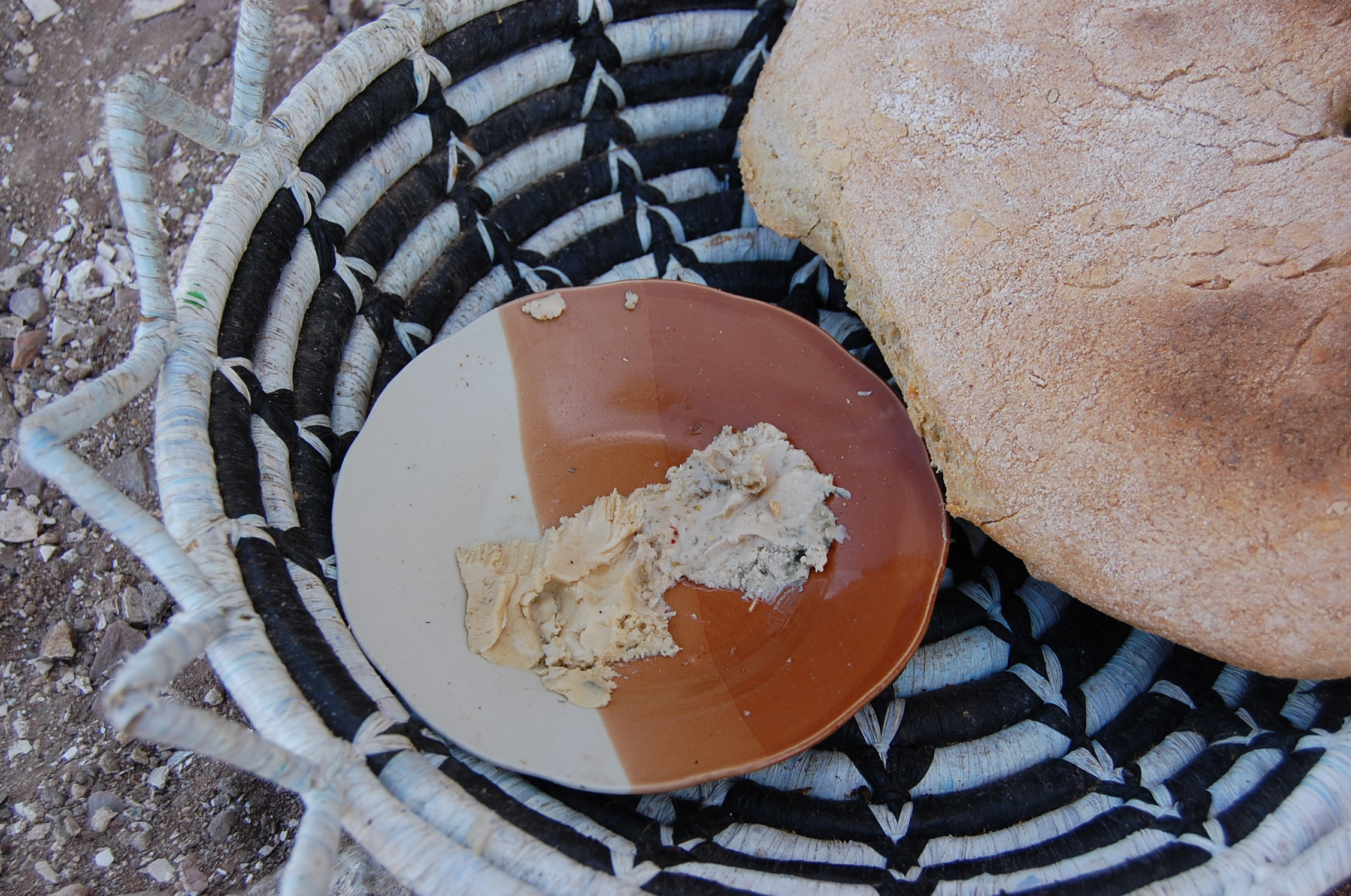
Ein Teller Smen

Smen (aus arabisch سمن oder سمنة – auch sman, semn, semneh oder sminn genannt) ist ein wichtiger Bestandteil der nordafrikanischen Küche. Es handelt sich hierbei um fermentierte und gesalzene Butter und ähnelt dem indischen Ghee und dem äthiopischen Niter kibbeh.

## Herstellung
Smen wird aus Kuh-, Schafs- oder Ziegenmilch oder auch aus einer Mischung dieser Milchsorten hergestellt. Typischerweise wird Smen in einem khabia genannten Tontopf hergestellt, in dem er an einem dunklen Ort reift. Dieser Reifungsprozess kann bis zu 15 Jahre dauern. Smen wird oft mit Thymian verfeinert und zu Tajine, Msemmen und Couscous gereicht. Der Geschmack wird mit dem von Gorgonzola verglichen. In Europa wird Smen häufig dadurch hergestellt, dass fertige Butter wieder eingeschmolzen wird.